# A Moreninha
A Moreninha é um romance de autoria do escritor brasileiro Joaquim Manuel de Macedo (1820-1882), publicado em 1844. A obra marca o início da ficção do romantismo brasileiro e tem grande sucesso ainda nos dias de hoje. É considerado o primeiro romance tipicamente nacional, pois retrata hábitos da juventude burguesa carioca do século XIX, contemporânea à época de sua publicação.
Escrita no mesmo ano em que o autor se forma em medicina, a obra rende-lhe fama de forma tão intensa que o leva a abrir mão da carreira médica para dedicar-se exclusivamente à literatura e ao jornalismo.

## Enredo
Filipe, Leopoldo, Augusto e Fabrício, estudantes de medicina, passam o feriado na casa da avó de Filipe, na Ilha de Paquetá, no Rio de Janeiro.Um deles apostou que se ficasse apaixonado por uma mulher por mais de quinze dias, escreveria um romance contando a história desta paixão. A partir daí, Augusto conhece Carolina (a Moreninha) por quem se apaixona. O único obstáculo à união dos dois é a promessa de fidelidade feita pelo estudante a uma menina que conhecera na infância e cujo paradeiro e identidade desconhecia. Porém, esse empecilho é resolvido no final do livro, causando surpresa aos leitores e personagens do enredo.

### Resumo
Considerado o primeiro romance romântico brasileiro propriamente dito, A Moreninha segue a tendência do romance-folhetim, alcançando grande repercussão por apresentar os quesitos necessários para satisfazer o gosto do leitor da época: o namoro difícil ou impossível, a comicidade, a dúvida entre o desejo e o dever, a revelação surpreendente de uma identidade, as brincadeiras de estudantes e uma linguagem mais inclinada para o tom coloquial.
Sua narração é em terceira pessoa, com narrador onisciente. O tempo transcorre na ordem cronológica, apenas uma volta ao passado, nos capítulos sete e oito, quando Augusto conta à D. Ana, avó de seu amigo Filipe, o episódio de seu juramento amoroso. A história se passa em dois lugares: na cidade do Rio de Janeiro, representando a vida urbana e social, e na ilha onde mora D. Ana, simbolizando o paraíso de amor. O estilo do texto é marcado pelo ritmo ágil, com a presença frequente de diálogos entre os personagens, o que nos dá a impressão de que a história está acontecendo no ato da leitura.
O enredo de A Moreninha inicia-se com a ida de um grupo de amigos estudantes – Augusto, Fabrício e Leopoldo – à convite de Filipe, à casa de sua avó – D. Ana – residente numa ilha próxima ao Rio de Janeiro, onde passarão o dia de Sant’Ana e o fim de semana. Filipe aposta que os amigos irão se interessar por suas primas – Joaninha, Quinquina e suas amigas, Gabriela e Clementina - ou por Carolina, sua irmã. Namorador inconstante, Augusto é desafiado por Filipe e seus amigos que lhe propõem uma aposta: caso ele se apaixone por uma das moças, escreverá a história de sua derrota; se não se apaixonar, Filipe é quem deverá escrever sobre a vitória triunfal de seu amigo inconstante.
Ao chegar à ilha, Augusto conhece Carolina, por quem fica encantado, enquanto Fabrício o provoca, afirmando ser ele incapaz de amar seriamente. A noite, todos da casa resolvem caminhar pela ilha. Após andar brevemente com Carolina, Augusto junta-se à D. Ana, que o leva a uma gruta próxima, onde havia uma lendária fonte. Ele confidencia-lhe que, há sete anos, quando adolescente conhecera uma jovem na praia: os dois haviam ajudado um pobre velho que, agradecido, profetizou o casamento dos dois no futuro. Num gesto simbólico, o idoso casara-os, fazendo com que trocassem presentes: ele deu-lha um camafeu e ela, uma esmeralda. Trocara juras de amor eterno e de um casamento verdadeiro no futuro. Carolina, porém, a tudo escutava escondida.
Em troca da confidência, a avó de Filipe conta-lhe a história de uma índia que se apaixonara por um índio guerreiro, mas não fora correspondida. De tanto chorar, suas lágrimas deram origem àquela fonte. Ao beber dela, o guerreiro se apaixona pela índia e os dois viveram juntos para sempre.
No dia da festa de Sant’Ana, Augusto, como namorador que é, declara-se para as quatro moças da casa. Na manhã seguinte, recebe um convite anônimo para um encontro na gruta. Lá ele encontra as quatro moças, bebe da fonte, e passa adivinhar os segredos delas, fazendo parecer que era o poder da fonte. No entanto, ele não faz nada além de contar as peripécias que havia bisbilhotado da conversa das moças. Neste contexto aparece Carolina, que repete o mesmo gesto, passando a contar as verdades íntimas de Augusto, que ela também havia escutado no passeio à noite, na véspera do dia de Sant’Ana. Mas vai embora antes mesmo de Augusto tivesse tempo de declarar que era ela a quem amava.
De volta à cidade, não consegue esquecê-la. Passam a se encontrar todos os domingos. Ele chega até a confessar seu amor, mas ela se contém. Como vinha faltando às aulas da faculdade, o pai proibiu-lhe de ir à ilha. No entanto, ele cai doente por vários dias. O pai resolve então atender a vontade de Augusto e ambos combinam de irem juntos, no domingo próximo, à casa de D. Ana.
O amor impossível e a mulher idealizada são freqüentes na prosa romântica. Para resolver o impasse amoroso, costuma haver duas saídas: o final feliz ou o trágico. Em A Moreninha, o impedimento é superado quando, por coincidência, os personagens se conhecem, percebendo serem elas as mesmas personagens de sete anos antes. O resultado é o final feliz.
Assim, o final do romance é considerado perfeitamente de acordo com o ideal amoroso romântico e as normas sociais, em virtude de não ter havido adultério ou traição em relação à “primeira esposa”. Resta apenas a Augusto pagar a aposta: que, considerando-se paga, temos o romance “A Moreninha”.

## Adaptações
Teve duas adaptações para o cinema: A Moreninha (1915) e A Moreninha (1970); e duas para telenovela: A Moreninha (1965) e A Moreninha (1975). Uma versão para o cinema que contava com atuação de Cacilda Becker, Tito Fleury e Bibi Ferreira e direção de Miroel Silveira começou a ser gravada em 1945, mas não foi concluída.